# Habrůvecká bučina
Habrůvecká bučina je Národní přírodní rezervace v chráněné krajinné oblasti Moravský kras. Rozkládá se na výměře 85,21 ha v katastrálním území obce Habrůvka v okrese Blansko. Tvoří ji část plošiny a svahy kóty Košův žlíbek (511 m n. m.) na pravém břehu Křtinského potoka na Rudické plošině v Drahanské vrchovině. Důvodem ochrany jsou lesní porosty (bučiny a dubové bučiny) na vápencích. Předmětem ochrany je i naleziště křemenných geod v rudických vrstvách a četné povrchové a podpovrchové krasové jevy. Na území rezervace se již od středověku prováděla těžba a zpracování nerostných surovin, což dokládají například zbytky šachtové pece či milířů.
Na území se také nachází řada ohrožených rostlin (sklenobýl bezlistý, okrotice červená, korálice trojklaná) a živočichů (holub doupňák).
Z důvodu ochrany přirozených bučin bylo území dne 23. června 1975 vyhlášeno státní přírodní rezervací ministerstvem kultury ČSR. Národní přírodní rezervací území vyhlásilo 1. dubna 2008 Ministerstvo životního prostředí ČR.

## Lokalita

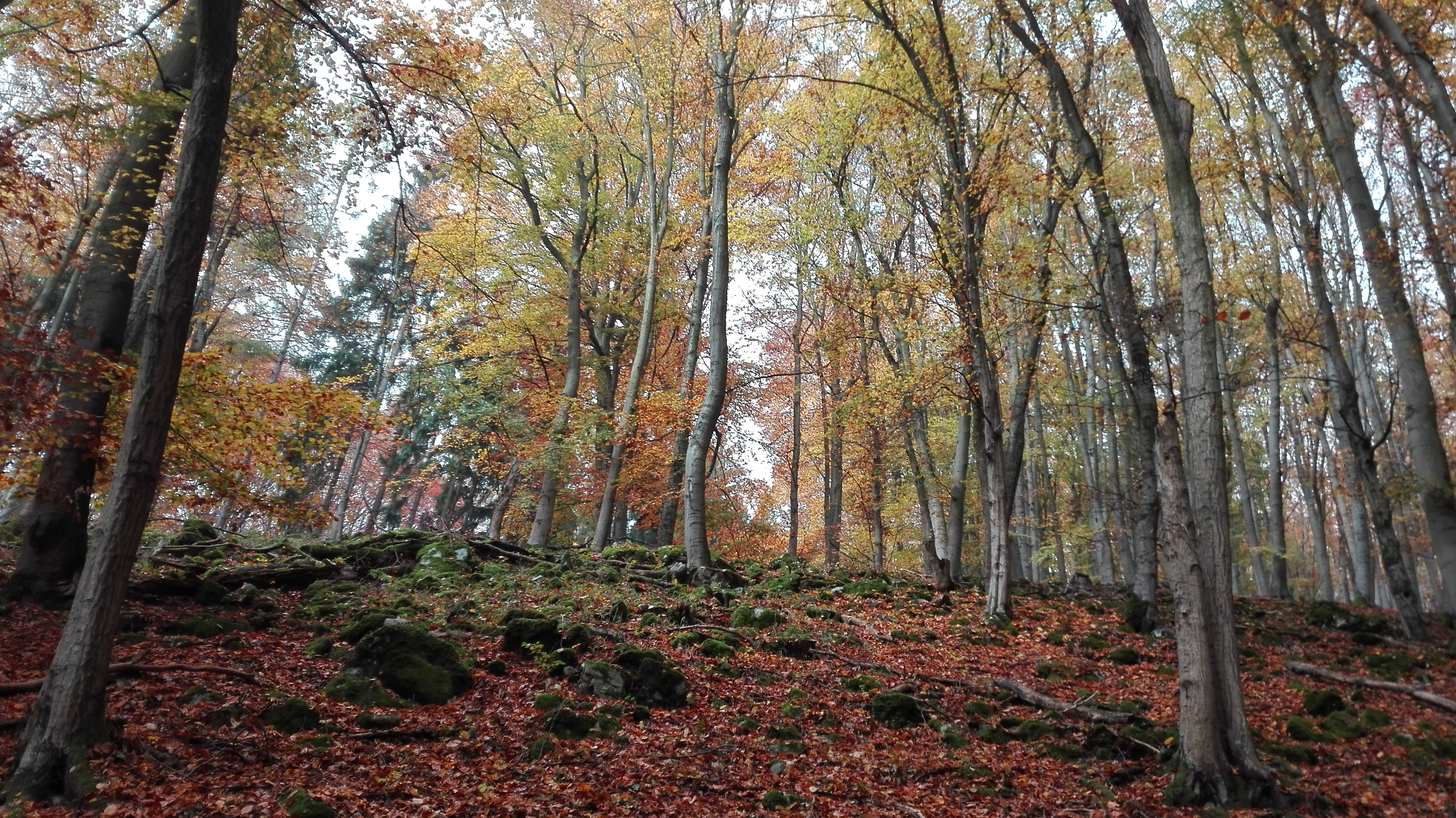
Typická bučina

Území se nachází v Jihomoravském kraji, v okrese Blansko. Celé toto území je zahloubené do údolí se strmými stráněmi. Nejlépe se sem dostanete autem. To můžete zanechat poblíž závory, která brání vjezdu vozidel do lesa. Poměrně pohodlně se sem dá také dostat pěšky z Adamova. Jsou to necelé 4 km. Město navíc leží na velmi frekventované vlakové trati, která vede přes města jako je Brno či Blansko. Po cestě uvidíte spoustu památek a přírodních zajímavostí. Mezi ty nejnavštěvovanější patří Stará huť u Adamova nebo Býčí skála, která je známá nálezem bronzového býčka. Neméně zajímavé je i velké množství jeskyní, do kterých můžete zkusit vlézt.

## Historie

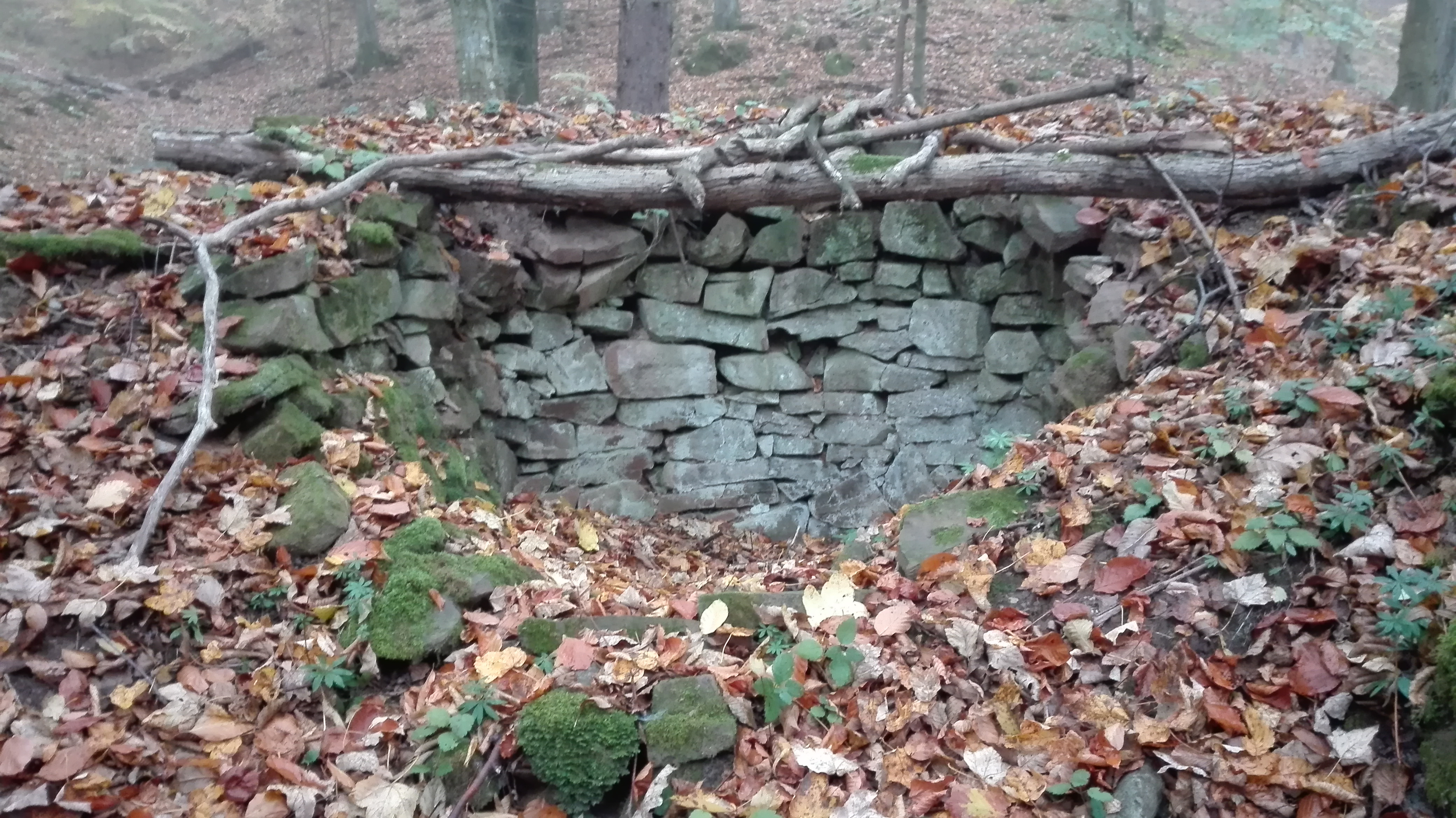
Vápenná pec

Počátky významnějších zásahů člověka na území Habrůvecké bučiny je spojováno s těžbou železných rud a následnou výrobou železa a dřevěného uhlí. K využívání rud docházelo již ve starší době železné. Území však bylo i nadále využíváno. O těžbě a zpracování surovin z průběhu středověku svědčí i zachované zbytky šachtové pece na pálení vápna, malého hutního celku z 9. století a zbytky středověkých milířů na pálení uhlí. Byly zde nalezeny také zbytky slovanské malohradištní železné hutě, která byla s pomocí keramiky datována na přelom 10.-11. století. V jejich blízkém okolí lze také vidět náznaky komunikací, milířišť a důlní pole. Těžba pokračovala až do novodobých dějin. Od konce 19. století se zde již netěží, avšak pozůstatky těžby jsou zde patrné téměř na každém kroku. Nedaleko Habrůvecké bučiny se nachází Františkova huť a taktéž i hutě sklářské. Z důvodu ochrany přirozených bučin bylo území dne 23. 6.1975 vyhlášeno státní přírodní rezervací ministerstvem kultury ČSR. Národní přírodní rezervací se území vyhlásilo 01.04.2008 Ministerstvem životního prostředí ČR 

## Přírodní podmínky

### Geomorfologické poměry
Habrůvecká bučina spadá pod provincii Česká vysočina, Českomoravskou soustavu, podsoustavu Brněnská vrchovina, celek Drahanská vrchovina, podcelek Moravský kras, okrsek Rudická plošina.
 Rudická plošina je rozrušena tektonickými zlomy a erozní činností v bezvodá údolí. Většina těchto údolí tvoří hranici NPR.
V Habrůvecké bučině jsou patrné také krasové jevy. Z nich se tu vyskytují převážně povrchové závrty a mělké deprese. Nejvyšší bod rezervace je v nadmořské výšce 511 metrů. a nachází se v její severovýchodní části. Nejnižší bod je ve výšce 334 metrů.

### Geologie
Matečními horninami jsou zde devonské josefovské a lužánecké vápence, jurské spongolity, věkově neurčené konglomeráty a přeplavené sedimenty typu rudických vrstev. Josefovské vápence mají tmavošedou až černou barvu. Lažánecké vápence mají tmavě až světle šedou barvu. Rudické vrstvy představují složitý sedimentární komplex jílovitých a písčitých hornin. Většina vznikla v období spodní křídy, kdy vyplnily krasové závrty. Některé části vrstev obsahují také křemenné geody (kulovité tvary s dutým vnitřkem, zpravidla vyplněné krystaly odrůd křemene), které mohou být až 40 cm velké. Zbarvení těchto geod bývá různé - z minerálů se zde vyskytují zejména fialový ametyst, žlutý citrín a čirý křišťál. Na lokalitě se nacházejí i četné zkameněliny, především ježovek a amonitů.
Největší půdotvornou roli měly v minulosti kvartérní sedimenty, svahové a sprašové hlíny. Ty se vyskytují po celém území Habrůvecké bučiny. 

### Půdní poměry

Spadlý strom

Jsou zde převážně minerálně velmi chudé substráty. Nachází se zde především rendzina, pararendzina, terra calcis, hnědá lesní půda, ilimerický podzol, okrová lesní půda, sprašová hlína. Co se týká půdních druhů, tak jsou tu především jílovitohlinité, hlinité a písčitohlinité o mírné až silné kyselosti Ph. 

### Klimatické poměry
Klimatické poměry jsou určeny především geografickou polohou, avšak je mírně ovlivněn i členitým terénem. Podle Quittovy klasifikace území spadá do oblasti mírně teplé MT 10. Ta je charakteristická dlouhým, teplým a mírně suchým létem, krátkou zimou, mírně teplou, suchou až velmi suchou s krátkým trváním sněhové pokrývky. Podle klasifikace ČHMÚ území spadá do mírně teplé oblasti B (méně než 50 letních dnů, průměrná červencová teplota 15 °C a vyšší).
Průměrný roční spad srážek je 644 mm. Průměrná roční teplota je 7,5 °C. Nejteplejší měsíc je červenec, kdy je průměrná teplota 17,5 °C. Nejchladnější měsíc je leden s průměrnou teplotou -3 °C. Délka vegetačního období je 158 dní.

### Hydrologické poměry
Celé území spadá do povodí Olomučanského potoka. Ten se vlévá do Křtinského potoka. Nicméně na území nejsou žádné stálé vodní toky ani žádné stojaté vody.

### Flóra

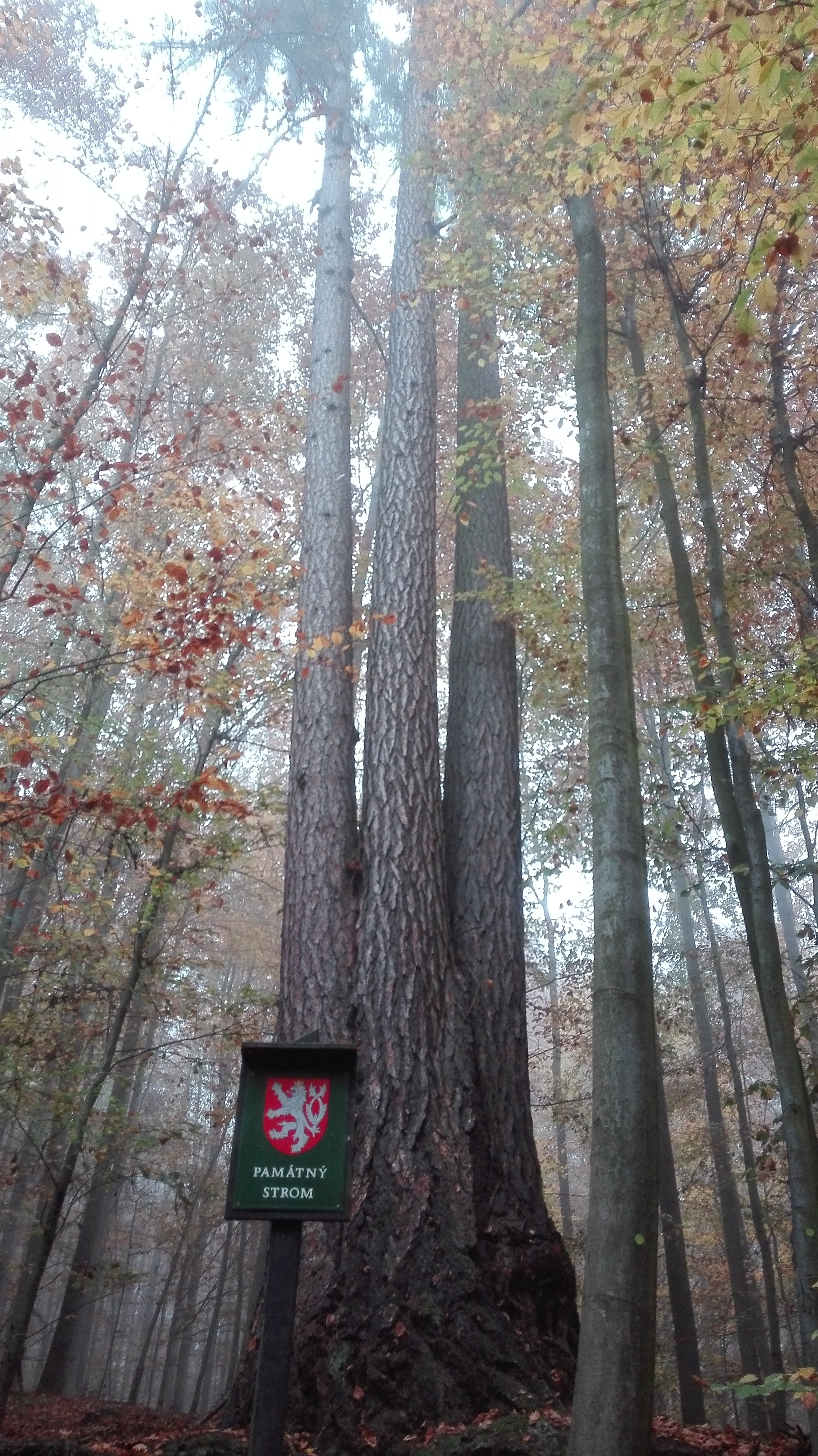
Památný strom Troják

Druhová skladba dřevin je přirozená či přírodě blízká. Většina porostu je stejnověká, a to přibližně 150–200 let. Dominantní dřevinou (94 % porostu) je buk lesní (Fagus sylvatica) s příměsí dubu zimního (Quercus petraea). Zřídka lze narazit i na lípu malolistou (Tilia cordata), jedli bělokorou (Abies alba), jilm horský (Ulmus glabra), habr obecný (Carpinus betulus), javor klen a mléč (Acer pseudoplatanus, Acer platanoides), místy ještě pozůstatky stanovištně nepůvodních, v minulosti vysazovaných hospodářských dřevin jako smrk ztepilý (Picea abies), douglaska tisolistá (Pseudotsuga menziesii) a modřín opadavý (Larix decidua), které jsou postupně odtěžovány. Keřová složka téměř chybí, avšak objevuje se líska obecná (Corylus avellana), dřín svída (Cornus mas), brslen bradavičnatý (Euonymus verrucosa), zimolez pýřitý (Lonicera xylosteum), hloh jednoblizný (Crataegus monogyna) a obecný (Crataegus laevigata), dřišťál obecný (Berberis vulgaris), srstka angrešt (Grossularia uva-crispa), bez černý (Sambucus nigra), řešetlák počistivý (Rhamnus cathartica).
V bylinném podrostu je typická sasanka hajní (Anemone nemorosa), dále je tu z jarních bylin jaterník trojlaločný (Hepatica nobilis), bažanka vytrvalá (Mercurialis perennis) a kyčelnice devítilistá (Dentaria enneaphyllos), z letních svízel vonný (Galium odoratum), ostřice chlupatá (Carex pilosa), bika bělavá (Luzula luzuloides). V Habrůvecké bučině se nachází i chráněné druhy rostlin. Kriticky ohrožený je sklenobýl bezlistý (Epipogium aphyllum). Silně ohrožené jsou okrotice červená (Cephalanthera rubra) a korálice trojklaná (Corallorhiza trifida). Mezi ohrožené druhy spadá okrotice dlouholistá (Cephalanthera longifolia), okrotice bílá (Cephalanthera damasonium), dřín obecný (Cornus mas), kruštík tmavočervený (Epipactis atrorubens), lilie zlatohlávek (Lilium martagon), vemeník dvojlistý (Platanthera bifolia).

### Fauna
Ze zoologického hlediska se na území Habrůvecké bučiny nachází zvířena evropská a eurosibiřská. Můžete zde potkat motýly, jako je skvrnopásník jilmový, šedokřídlec říjnový a hřbetozubec tmavoúhlý. Najdete zde i střevlíky: Abax ovalis, střevlík zlatolesklý (Carabus auronitens), střevlík hajní (Carabus nemoralis), Molops piceus, střevlíček kovový (Pterostichus burmeisteri).
Plži se tu nacházejí: páskovka žíhaná (Ceapea vindobonensis), kuželovka skalní (Pyramidula rupestris), zrnovka (Pupilla triplicata), závornatka (Claustilia parvula), skalnice lepá (Faustina faustina), zemoun skalní (Aegopis verticulus), jantarka obecná (Succinea putris), vlahovka narudlá (Monachoides incarnata), hlemýžď zahradní (Helix pomatia), srstnatka karpatská (Trichia lubomirskii).

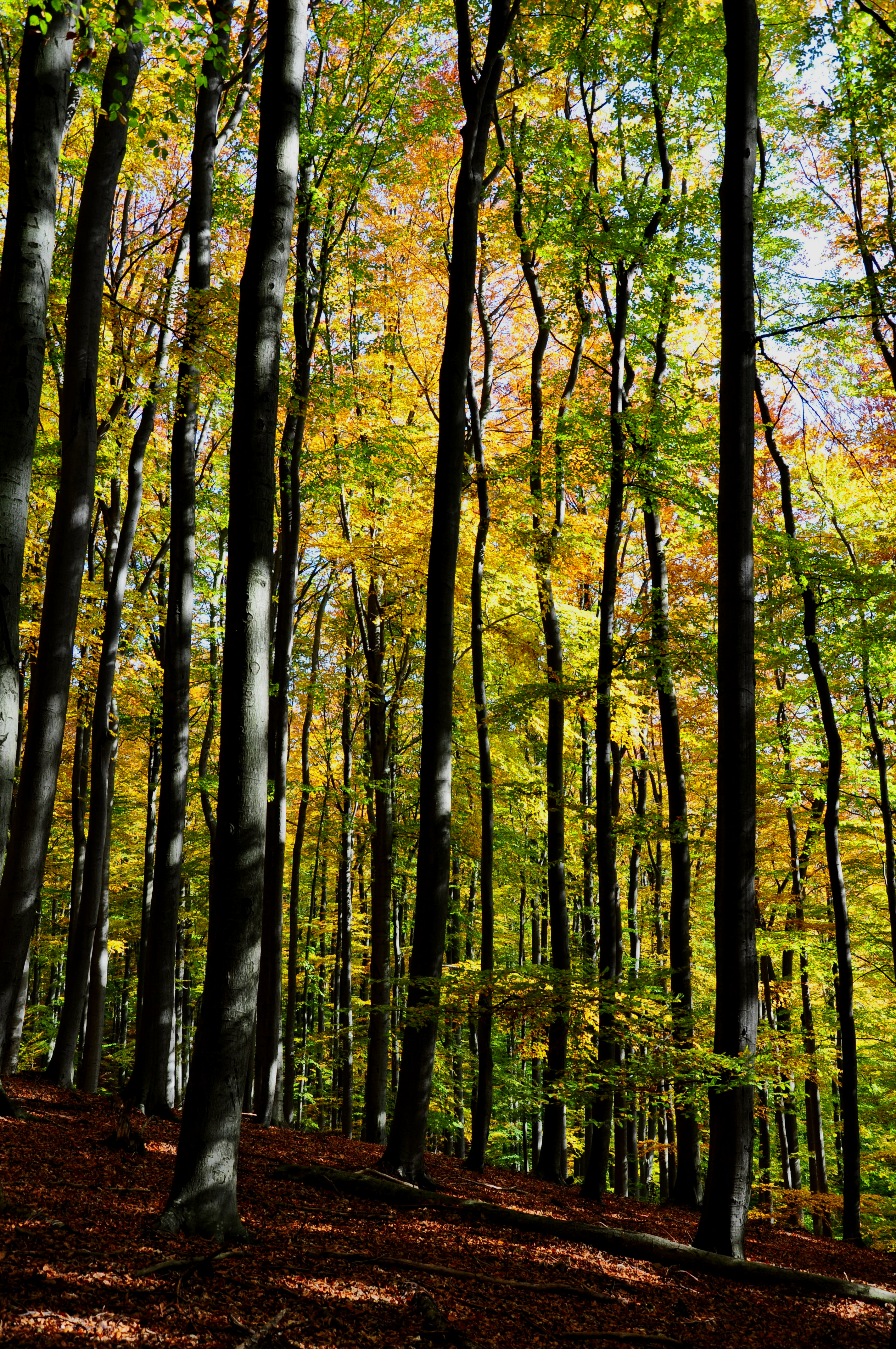
Střední část rezervace

V kategorii obratlovců zde můžeme najít: obojživelníky (ropuchu obecnou (Bufo bufo), skokana hnědého (Rana tamporaria)), plazy (slepýš křehký (Anguinus fragilis), ještěrka obecná (Lacerta agilis)), ptáky (jestřáb lesní (Accipiter gentilis), krkavec velký (Corvus corax), čáp černý (Ciconia nigra), holub doupňák (Columba oenas)), ale i savce (norník rudý (Clethrionomys glareolus), myšice křovinná (Apodemus sylvaticus), myšice lesní (Apodemus microps), kuna skalní (Martes foina), jezevec lesní (Meles meles), liška obecná (Vulpes vulpes), srnec obecný (Capreolus capreolus), prase divoké (Sus scrofa), muflon (Ovis musimon), jelen evropský (Cervus elaphus)).
Mezi silně ohrožené druhy patří slepýš křehký (Anguinus fragilis), ještěrka obecná (Lacerta agilis), čáp černý (Ciconia nigra), holub doupňák (Ciconia nigra). Z kategorie ohrožených zvířat zde můžeme najít čmeláka (Bombus), mravence (Formicidae), ropuchu obecnou (Bufo bufo), jestřába lesního (Accipiter gentilis), krkavce velkého (Corvus corax) a veverku obecnou (Sciurus vulgaris).

## Ochrana
Při výměně nepůvodních dřevin za dřeviny původní by se mělo využít pokud možno přirozeného zmlazení. Místy lze použít individuální ochranu vzácných dřevin. Uměle vysazovat stromy pouze pokud se neočekává, že by se na místě zvládly obnovit samy. Při umělém vysazování je vhodné vysazovat dřeviny zde přirozené, avšak zastoupené pouze okrajově. Tyto dřeviny je vhodné chránit proti okusu zvěří.

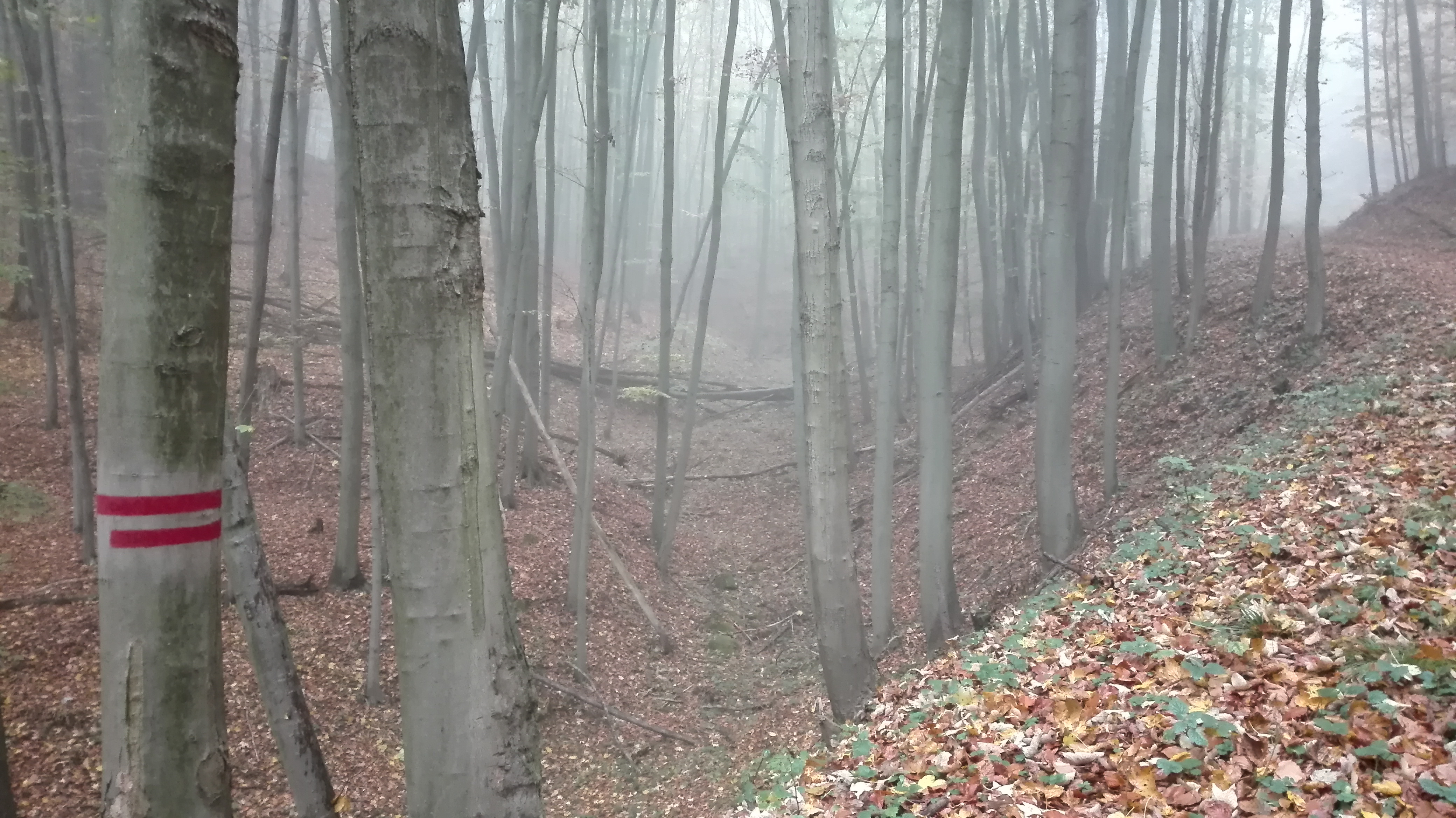
Okraj NPR

Výchovné zásahy by se měly omezit pouze na nutné zásahy nutné druhové skladby. V jiných porostech by se provádět neměla, protože není cílem hospodářský les, nýbrž les přirozený. Pro mnoho zvířat je nutné zanechat či posilovat možnost hnízdění či přežívání v dutinách stromů. Za těmito účely je vhodné, aby se nesnižovaly počty jedlí v porostu. Případně je možné hnízdícím ptákům pomoci zavěšením budek. V době hnízdění větších ptáků je potřeba omezit lesnickou a hospodářskou činnost v okolí.  Vjezdy těžké techniky je nutné předem konzultovat se Správou CHKO Moravský kras. 

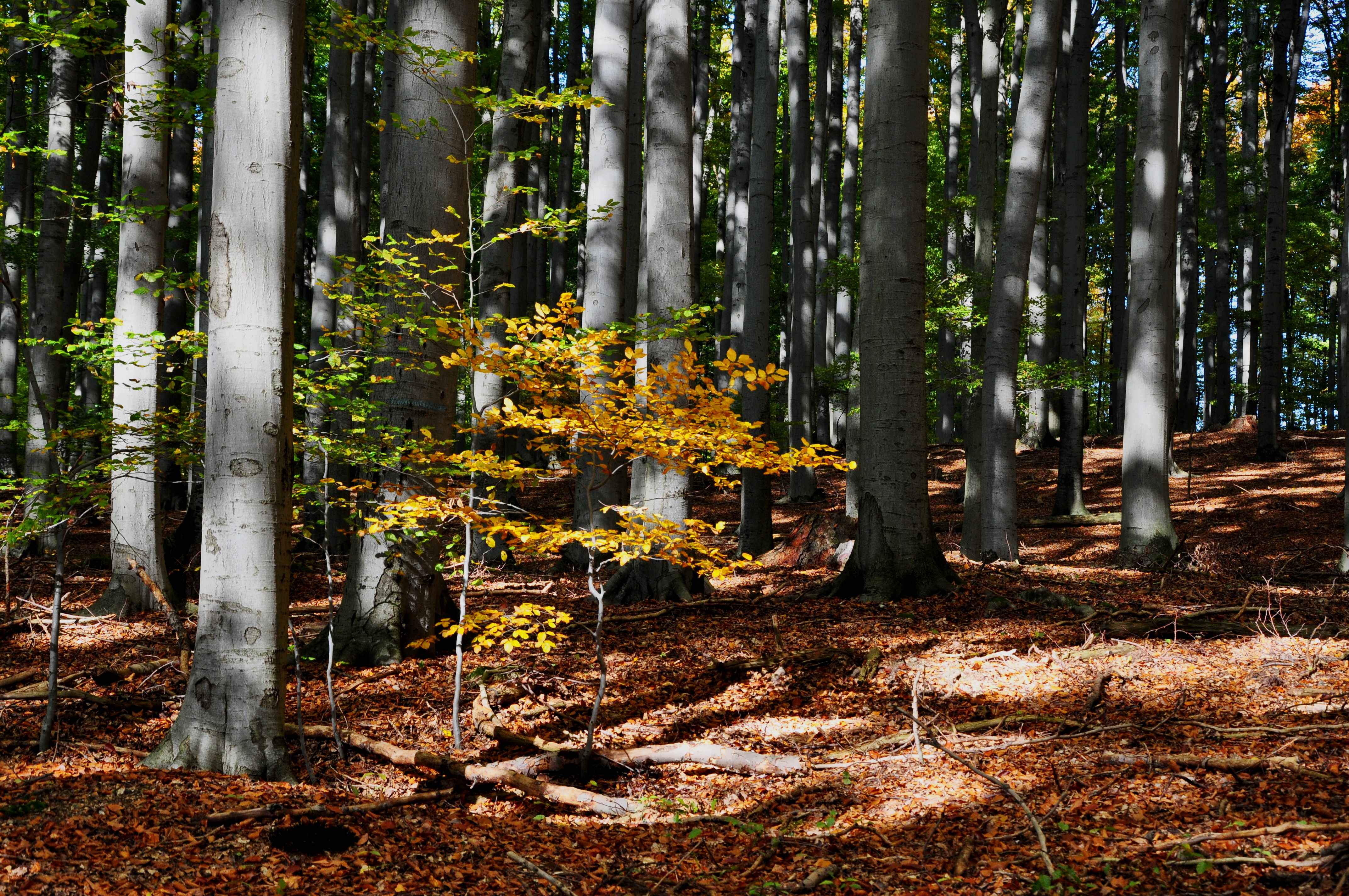
Přirozená obnova lesa